# Ricardo Gabriel Álvarez
Pour les articles homonymes, voir Ricardo Álvarez et Álvarez.
Ricardo Gabriel Álvarez, né le 12 avril 1988 à Buenos Aires en Argentine, est un footballeur international argentin. Il évolue au Atlas FC.
Il joue au poste de milieu dans le club argentin du CA Vélez Sarsfield avec lequel il remporte les Championnats 2009 et 2011.

## Biographie
Né de parents argentins, Ricardo Alvarez ou « Ricky Maravilla » apprend à jouer au foot dans les quartiers de Buenos Aires où il intègre l’école de jeunes de Boca Juniors avant de terminer sa formation dans le club de Vélez Sarsfield. Il y fait ses débuts professionnels en 2008 et y remporte deux championnats argentins où il se met rapidement en valeur. Visé par plusieurs clubs italiens, il signe finalement à l’Inter Milan en juillet 2011 pour la somme de 12 millions d’euros. Le 6 juillet 2011, il signe en faveur de l'Inter Milan, pour un montant avoisinant les 12 millions d'euros. Javier Zanetti, capitaine emblématique de l'Inter Milan, y est pour beaucoup dans sa venue.
Sans club, depuis novembre 2015, dû à un conflit entre l'Inter Milan et Sunderland AFC, il signe le 4 janvier 2016 à la Sampdoria Gênes. Il résilie son contrat avec le club de Gênes le 12 juillet 2018.

## Palmarès
Vélez Sarsfield
- Championnat d'Argentine (2) : 
  - Clausura 2009, Clausura 2011